# Schinus johnstonii
Schinus johnstonii, molle blanco, es una especie de  arbusto o árbolito perennifolio siempreverde, perteneciente a la familia de las anacardiáceas. 

## Descripción
Alcanza un tamaño de hasta 4 a 5 m de altura. Tiene hojas simples, gruesas, de 2 a 4 cm de longitud y 1 a 2 cm de ancho. Se desarrolla por debajo de los a 1.500 m s. n. m. en la Cordillera de los Andes Originaria de Argentina y Uruguay. Florece en pequeños racimos entre primavera y verano. El fruto es una baya con forma de lenteja y color oscuro.

## Usos
La corteza de la raíz tiñe lana. Con los frutos maduros, muy picantes, se elabora una bebida no alcohólica que la nación ranquel llamaba "treko"; y una alcohólica de los mismos originarios  "müchi pulku".  La resina de la planta se utilizaba antiguamente como pegamento. Y con su madera se elaboraban pipas.

## Taxonomía
Schinus johnstonii fue descrita por Fred Alexander Barkley y publicado en Brittonia 5(2): 171. 1944.
Sinonimia
- Schinus dependens f. arenicola Hauman
- Schinus polygama f. australis Cabrera[3]